# Michel Attenoux
 (novembre 2018).
Michel Attenoux, né le 14 juin 1930 à Paris et mort le 23 avril 1988 à Laval, est un chef d'orchestre et saxophoniste français de jazz.

## Biographie
Michel Attenoux joue du piano dans sa jeunesse. Il apprend plus tard le saxophone soprano et joue localement. Il fonde son propre ensemble en 1951, qui joue avec Peanuts Holland en 1952 et en 1953 il prend la position de chef d'orchestre de jazz dans un club parisien appelé Metro Jazz, rebaptisé plus tard Les Trois Mailletz. Là, il joue avec Sidney Bechet, James Archey… À partir de 1955, il ajoute son saxophone alto à son répertoire.
En 1958, il joue au saxophone soprano dans l’orchestre de Sidney Bechet au Vieux Colombier de Juan-les-Pins, en compagnie de Geo Daly, Jean Bonal à la guitare, Claude Gousset au trombone, Jean Bouchety à la contrebasse et Moustache à la batterie.
Avec Moustache, Geo Daly, Jordi Coll, Jean Constantin et Totol Masselier, il forme l'orchestre de jazz Les Gros Minets. On le verra souvent à la télévision dans les émissions de variétés des années 1960.
Il a également joué au Newport Jazz Festival en 1975. Dans les années 1970, il a travaillé avec Geo Daly, Marc Laferrière, Al Grey, Eddie Lockjaw Davis et le Lionel Hampton All-Stars. 
En 1978, il forme le groupe Les Petits Français (avec notamment Marcel Zanini, Moustache et François Guin), qui enregistre pour Philips des reprises en jazz de chansons de Georges Brassens. En 1979, les arrangements de l'album Brassens-Moustache jouent Brassens en jazz lui sont dus. Il obtient le prix Sidney Bechet en 1982.

## Discographie
- Jimmy Archey avec Michel Attenoux et son orchestre: Tiger rag, Texas moaner blues, Sensation, Christopher colombus, Swanee River, That's a plenty, enregistré le 27 janvier 1955 au studio Magellan, Paris). Collection Gitanes Jazz in Paris, No 47.

Avec Al Grey
- Grey's Mood (Black and Blue, 1973-75 [1979])
- 1984 : Sidney Bechet avec Guy Longnon, Concert inédit Volume 2, Disques Vogue